# Heros I.
Heros I. (auch: Heron I.; † um 127) war vierter Bischof von Antiochien als unmittelbarer Nachfolger des Ignatius von Antiochia. Seine Amtszeit wird von Hieronymus in die Jahre 108–128 gelegt. Unter den Pseudo-Ignatianen gibt es einen Brief, den Ignatius an seinen Diakon Heros geschrieben haben soll. Ein Gebet des Heros an den heiligen Ignatius wurde unter dem Titel Laus Heronis überliefert.
Heros wird als Heiliger verehrt. Sein Gedenktag ist im Mart. Hieron. der 17. Oktober, im Mart. Syr. von 411 der 5. Mai.